# Naatlo
Naatlo là một chi nhện trong họ Theridiosomatidae.

## Các loài
- Naatlo fauna (Simon, 1897)
- Naatlo maturaca Rodrigues & Lise, 2008
- Naatlo serrana Rodrigues & Lise, 2008
- Naatlo splendida (Taczanowski, 1879)
- Naatlo sutila Coddington, 1986
- Naatlo sylvicola (Hingston, 1932)